# Homenaje a Marino Lejarreta
La escultura urbana conocida por el nombre Homenaje a Marino Lejarreta, ubicada en la Manzaneda, en la ciudad de Oviedo, Principado de Asturias, España, es una de las más de un centenar que adornan las calles de la mencionada ciudad española.
El paisaje urbano de esta ciudad,  se ve adornado por  obras escultóricas, generalmente monumentos conmemorativos dedicados a personajes de especial relevancia en un primer momento, y más puramente artísticas desde finales del siglo XX.
La escultura, hecha en hierro, es obra de Rafael Rodríguez Urrusti, y está datada en 2003.
La obra quiere ser un homenaje al ciclista vasco Marino Lejarreta, quien fue ganador en varias ocasiones de la subida a La Manzaneda desde Olloniego y  que estuvo vinculado esta localidad a través de una antigua peña ciclista dedicada a su figura. En la escultura el ciclista aparece con el maillot amarillo, color con el que se premia a los que ganan esta carrera.